# Christmas Evil
Christmas Evil (también conocida como You Better Watch Out y Terror in Toyland) es una película de terror slasher de 1980, dirigida por Lewis Jackson y protagonizada por Brandon Maggart. Es considerada una película un tanto olvidada pero con los años ha ganado muchos seguidores de culto, incluido el director de cine John Waters.
Fue estrenada originalmente con el título You Better Watch Out. Aunque es menos conocida, precede en su trama a la película de terror Silent Night, Deadly Night, en la cual también un hombre desquiciado comete asesinatos vestido de Santa Claus.

## Argumento
En un barrio a las afueras de New Jersey, en la víspera de Navidad de 1947, Harry sorprende a su madre siendo toqueteada sexualmente por su padre, que está vestido como Santa Claus. Apesadumbrado, el niño se dirige hasta el ático y se corta la mano con un trozo de cristal de una bola de nieve rota.
Treinta y tres años después, en 1980, un adulto Harry (Brandon Maggart) trabaja en un puesto de bajo nivel en la fábrica de juguetes Jolly Dreams. En su casa, ha decidido convertirse en el próximo verdadero Santa Claus: duerme con su traje puesto, y su apartamento luce resplandeciente con los juguetes de Navidad y las decoraciones. Desde la azotea de su edificio usa binoculares para espiar a los niños del vecindario para ver si han sido "buenos o malos" (dos niñas están haciendo las tareas del hogar y jugando con sus muñeca, el tercer niño, Moss García, está husmeando una revista Penthouse y recorta la fotografía de una mujer desnuda). Harry corre de vuelta a casa y escribe el nombre de Moss en su libro "Niños y niñas malos".

## Reparto
- Brandon Maggart como Harry Stadling. 
  - Gus Salud como joven Harry Stadling.
- Jeffrey DeMunn como Philip Stadling.
  - Wally Moran como joven Philip Stadling.
- Dianne Hull como Jackie Stadling.
- Andy Fenwick como Dennis Stadling.
- Brian Neville como Marc Stadling.
- Joe Jamrog como Frank Stoller.
- Ellen McElduff como Sra. Stadling
- Brian Hartigan como Sr. Stadling
- Peter Neuman como Moss Garcia.
- Lance Holcomb como Scotty Goodrich.
- Elizabeth Ridge como Susie Lovett.
- Chris Browning como Richie Sharp.
- Tyrone Holmes como Frankie
- Patricia Richardson como Sra. Garcia
- Scott McKay como Mr. Fletcher
- Peter Friedman como George Grosch.
- Owen Hollander como Ben.
- Horace Bailey como Doctor Probst.
- Burt Kleiner como Sol Wiseman.
- David Hughes como trabajador.
- Lloyd David Hart como Tipsy Worker.
- Francine Dumont como Sra. Fletcher
- Pamela Enz como Sra. Gosch
- William Robertson como Guardia.
- Sheila Anderson como Enfermera.
- Robert Ari como Doctor.
- Philip Casnoff como Ricardo Bouma.
- Michael Klingher como Peter.
- Mark Chamberlin como Charles.
- Colleen Zenk Pinter como Binky.
- Lisa Sloan como Khaki.
- James Desmond como hombre #1.
- Mark Margolis as hombre #2.

## Lanzamientos
En diciembre de 2006, Synapse Films lanzó un DVD edición especial de Christmas Evil. Contando con comentarios de audio del director y el cienista de culto John Waters, que es citado diciendo que es "la mejor película de Navidad hecha."
La película había sido anteriormente lanzada por Troma en diciembre de 2000.